# Tipula (Yamatotipula) recticauda
Tipula (Yamatotipula) recticauda is een tweevleugelige uit de familie langpootmuggen (Tipulidae). De soort komt voor in het Palearctisch gebied.